# Austin Apache
De Austin Apache is een personenauto die van november 1971 tot 1978 door Leyland Motor Corporation (ook bekend als Leykor) in Zuid-Afrika werd geproduceerd. De Apache was de laatst geproduceerde BMC ADO16-auto. De Spaanse fabrikant Authi bouwde tussen 1972 en 1975 ook een versie van de auto, Austin Victoria genaamd, in de fabriek in Pamplona.

## Geschiedenis
De auto was ontworpen door Giovanni Michelotti en gebaseerd op het chassis en diverse andere componenten van de Austin/Morris 1100. Leidinggevenden van Leykor zagen het prototype van Michelotti in Engeland en kozen voor productie in Zuid-Afrika, waar de verkoop van de ADO16 was gedaald.
Hoewel de middenstructuur van de auto afkomstig was van de Austin/Morris 1100, was de vormgeving van de voor- en achterkant geheel nieuw, vooral aan de achterkant waar de kofferbak een sedanvorm had. De achterlichten en buitenste delen van de achterbumper waren afkomstig van de Triumph 2000/2500 maar qua afmetingen was de auto meer vergelijkbaar met de Triumph Dolomite en Triumph Toledo.
In 1973 kreeg de Apache een kleine facelift, met de introductie van goede homokinetische koppelingen, ronde Smiths-tellers en een stangverbinding voor de versnellingspook. Oorspronkelijk had de ADO16 rubberen aandrijfverbindingen en een lintteller. Eveneens in 1973 werd het sportieve TC-model aan de reeks toegevoegd met een vermogen van maximaal 75 pk (55 kW) bij 5800 tpm, vergeleken met 63 pk (46,2 kW) bij 5250 tpm voor de standaardversies. De TC kreeg ook Rostyle-velgen, een vinyl dak, een toerenteller en een sportstuur.
Alle versies van de Apache en Victoria hadden de 1275 cc-versie van BMC's A-serie viercilinder, met verschillende vermogens.

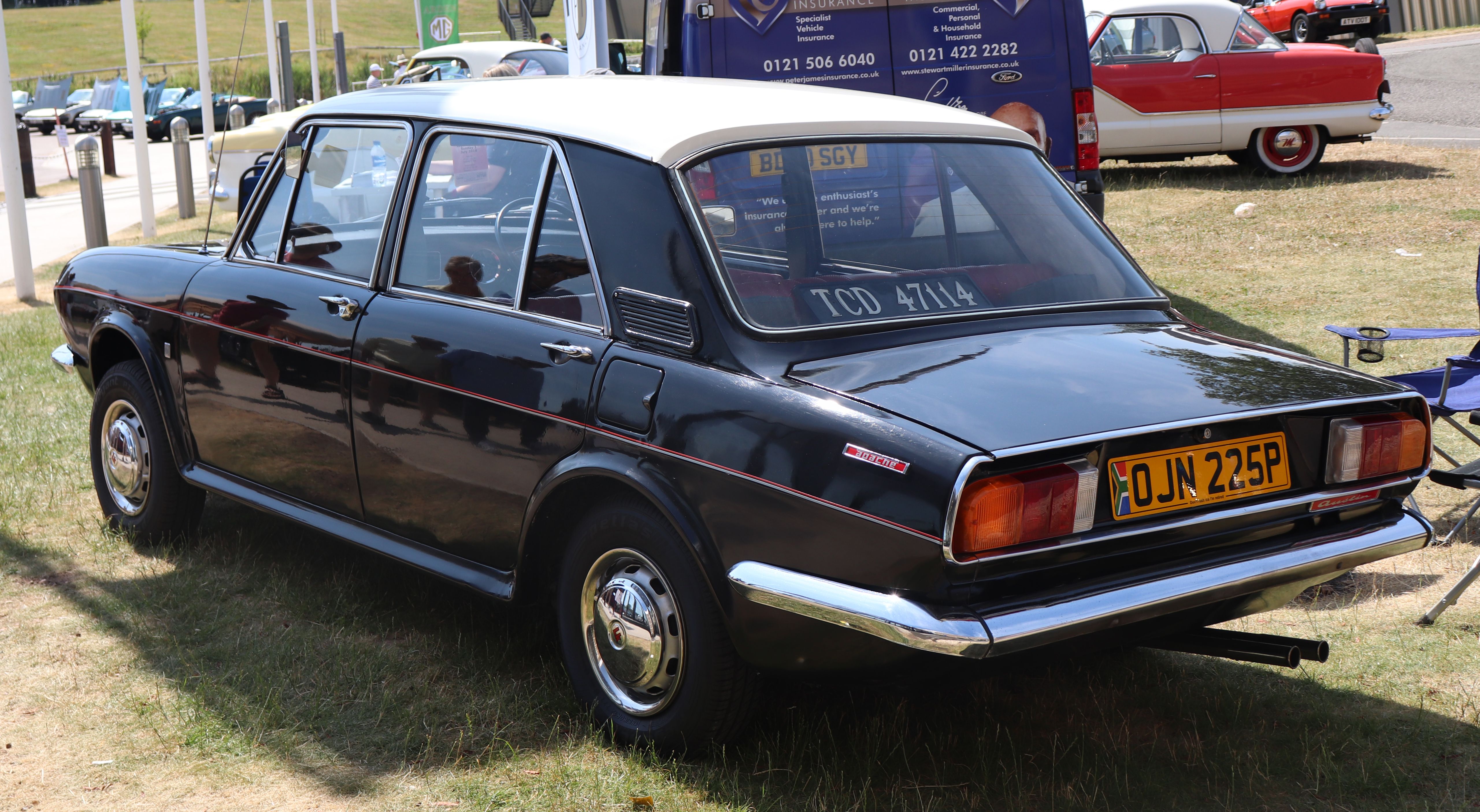
Austin Apache, achterzijde
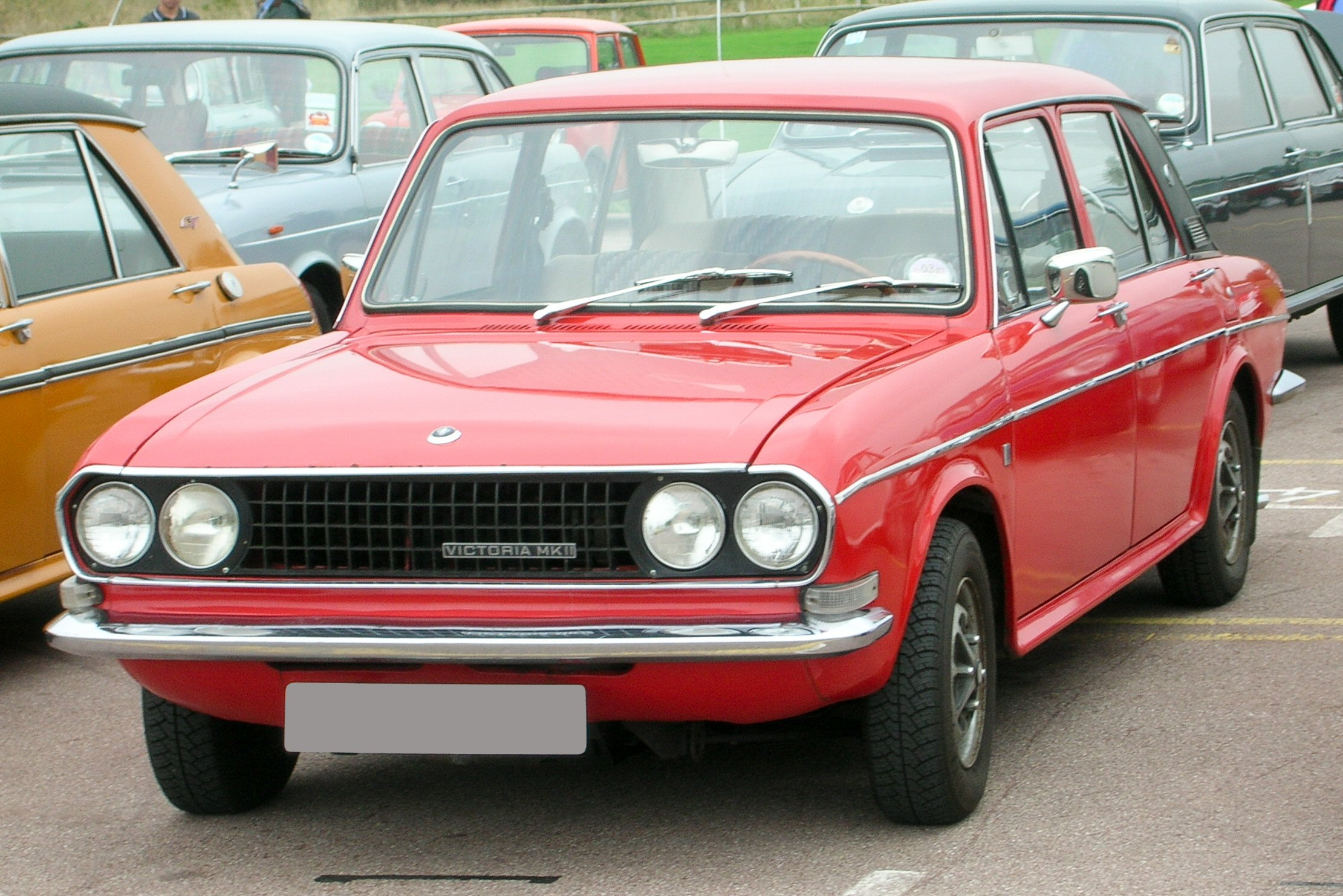
Austin Victoria (1973)
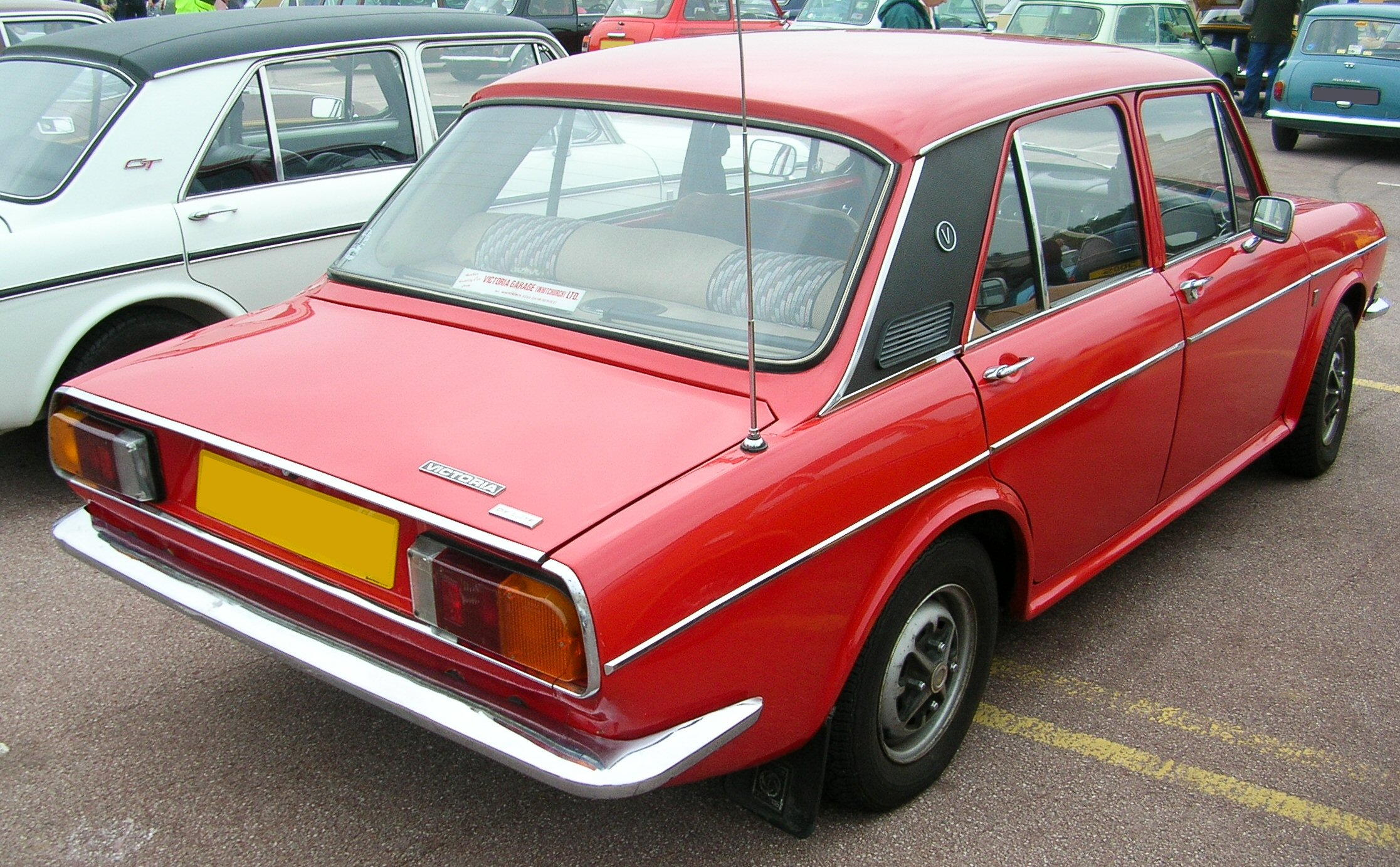
Austin Victoria, achterzijde